# Список умерших в 735 году

## Май
- 26 мая — Беда Достопочтенный, бенедиктинский монах, святой, один из «Учителей церкви», историк.

## Июль
- 21 июля — Степанос Сюнеци, армянский книжник, богослов, грамматик, переводчик, поэт и музыкант, святой Армянской апостольской церкви, митрополит сюникский.

## Декабрь
- 24 декабря — Адела Трирская, аббатиса, святая Католической церкви.

## Дата смерти неизвестна или требует уточнения
- Ауст ап Кадуган, правитель Брихейниога (примерно 720—735).
- Ибн Абу Исхак, один из первых арабских грамматиков, представитель басрийской школы, чтец Корана.
- Катада ибн Диама, мусульманский богослов, табиин, хадисовед, толкователь Корана, знаток арабского языка.
- Катал мак Муйредайг, король Коннахта (728—735).
- Либуше, мифическая чешская княгиня, дочь Крока, супруга Пржемысла Пахаря, в чешских легендах мудрая правительница и предок королей Чехии.
- Нафи мауля Ибн Умар, знаток хадисов и законовед (факих) эпохи табиинов.
- Сыма Чэнчжэнь, двенадцатый даосский патриарх школы Шанцин, также знаменитый поэт, художник и каллиграф.
- Фридесвида, аббатиса собственного монастыря в Оксфорде; святая в католической, англиканской и православной церквях.
- Шубхакарасимха, выдающийся буддийский монах и переводчик, один из основоположников эзотерического буддизма в Китае.
- Эд Великий, герцог (принцепс) Аквитании и Васконии.